# The Road Less Travelled
The Road Less Travelled es el segundo álbum de la banda noruega de metal progresivo y heavy metal melódico Triosphere. Fue lanzado en 2010 por la casa discográfica AFM Records. Se diferencia del álbum predecesor, Onwards, en un estilo con sonidos más melódicos.

## Lista de canciones
Todas las letras escritas por Ida Haukland, toda la música compuesta por Marius Silver Bergesen. 
| N.º | Título                             | Duración |  |
| 1.  | «Ignition (Intro)»                 | 1:59     |  |
| 2.  | «Driven»                           | 4:38     |  |
| 3.  | «Human Condition»                  | 4:36     |  |
| 4.  | «Death of Jane Joe»                | 4:45     |  |
| 5.  | «Marionette»                       | 5:33     |  |
| 6.  | «The Road Less Travelled»          | 5:26     |  |
| 7.  | «The Anger and the Silent Remorse» | 6:24     |  |
| 8.  | «Watcher»                          | 4:47     |  |
| 9.  | «Twenty One»                       | 4:49     |  |
| 10. | «Worlds Apart»                     | 6:24     |  |
| 11. | «The Last Haven (Outro)»           | 2:16     |  |
| 12. | «Echoes»                           | 4:51     |  |

| Temas adicionales de la edición japonesa |                                |          |  |
| N.º                                      | Título                         | Duración |  |
| 13.                                      | «Lawless (tributo a W.A.S.P.)» | 6:01     |  |
| 14.                                      | «Welcome to the Jungle»        | 4:18     |  |

## Miembros de la banda
- Ida Haukland - voz y bajo eléctrico
- Marius Silver Bergesen - guitarra principal y rítmica
- Ørjan Aare Jørgensen - batería
- Tor Ole Byberg - guitarra rítmica